# Кузебай Герд
Кузебай Герд (удм. Кузёбай Герд; справжнє ім'я — Кузьма Павлович Чайников; 2 (14) січня 1898, село Велика Док'я Вавозької волості Малмизького повіту В'ятської губернії — 1 листопада 1937, Сандармох, Карелія, СРСР) — удмуртський поет, відомий також як етнограф, фольклорист, архівознавець, історик, педагог і громадський діяч. Один із засновників модерної удмуртської літератури.

## Біографія
Кузьма Павлович Чайников народився 2(14) січня 1898 року в селі Велика Док'я Вавозької волості Малмизького повіту В'ятської губернії (нині Вавозького району Удмуртської республіки). У 7-річному віці Кузьму віддали до земської початкової школи, де добре навчаючись, хлопець по закінченні школи був направлений до Вавозької школи. А 1912 року Кузьма Чайников вступив до Кукарської вчительської семінарії, яку закінчив 3 травня 1916 року.
Са́ме на останній період навчання в семінарії припадає початок публікацій творів Кузьми Чайникова (та підписування їх іменем Кузебай Герд), спершу в російськомовній періодиці, а вже за рік — і удмуртомовні.
Восени 1916 року К. П. Чайникова призначили завідувачем Большеучинської двокласної школи (сьогодні це Можгінський район Удмуртії), де він працював протягом 2 років.
У січні 1918 року, тобто по Жовтневому перевороті, Кузебая Герда було призначено членом правління повітової вчительської спілки у Малмижу, і на цій посаді він провадив активну просвітницьку діяльність серед корінного удмуртського населення.
У цей же час Кузебай Герд публікує свої статті у національній большевистській газеті «Гудыри» («Грім»).
Від 1920 року Герд працював у Вотському комісаріаті, де до 1922 року обіймав посаду завідувача Вотського повітового відділу народної освіти. Кузьма Павлович Чайников був визначним громадським діячем та активістом — він здійснював педагогічну та просвітницьку діяльність, у 1921 році він став одним із організаторів перших дитячих будинків і садків у Іжевську, брав участь в інспектуванні деяких з них.
1922 року Кузебай Герд поступив на навчання у Вищий літературно-художній інститут імені В. Я. Брюсова. У цьому ж році він створив наукове товариство з вивчення вотської (удмуртської) культури «Боляк». Після закінчення інституту Герд почав працювати у Центральному музеї.
19 грудня 1925 року Кузьма Чайников вступив до аспірантури науково-дослідного інституту етнічних і національних культур народів Сходу в Москві за спеціальністю «етнологія», і за чотири роки усішно її закінчив.
18 березня 1926 року Кузебай Герд створив і очолив першу удмуртську письменницьку організацію ВУАРП (Всеудмуртська асоціація революційних письменників). У цьому ж році Герд організував створення Удмуртського краєзнавчого музею (тепер Національний музей Удмуртської Республіки, що носить ім'я Кузебая Герда). Паралельно з цим учений активно займався вивченням етнографії та фольклору удмуртів, організацією наукових досліджень.
Та попри видатні заслуги Герда у справі розвитку національної культури, освіти та літератури, його діяльність від 2-ї половини 1920-х років піддавалась нищівній критиці з боку борців з націоналістичною й «кулацькою» ідеологією, згодом літератора взагалі почали звинувачувати у зв'язках з напівміфічним рухом звільнення підневільних фіно-угорських народів, зокрема, у шпигунстві на користь так званого СОФІНу (Союз звільнення фінських народностей; рос. Союз освобождения финских народностей), діяльність якого нібито була спрямована на створення «Єдиної фіно-угорської федерації під протекторатом Фінляндії», тобто з відторгненням від СРСР численних національних республік, в тому числі і Удмуртії. Нападки на вченого завершились його арештом НКВДистами [13 травня] 1932 року.
Таким чином, Кузебай Герд став одним з перших у середовищі удмуртської інтелігенції кого репресували. У 1933 році Чайникова Кузьму Павловича відправили на 10-річне заслання на Соловки, де повторно звинуватили у продовженні шпигунської діяльності. У СЛОНі брав активну участь у культурній діяльності українських політв'язнів, зокрема у підготовці в'язничних вистав Леся Курбаса.
1 листопада 1937 року у лісовому урочищі Сандармох (Карелія) Кузебая Герда було розстріляно.
Реабілітованно видатного удмуртського вченого і письменника посмертно в 1958 році.
У 1998 році з нагоди столітнього ювілею від дня народження діяча в селі Велика Гурезь-Пудга Вавозького району Удмуртії був відкритий Будинок-музей Кузебая Герда.

## Творчість
За своє коротке творче життя Кузебай Герд опублікував понад 120 статей з різних питань культури і науки, як удмуртською мовою, так і близько 40 російською, а також 5 — угорською, фінською та німецькою.
Герд випустив понад 20 книжок власних творів, зокрема три збірки віршів і поем і три збірки народних пісень. Він — автор близько 400 віршів і 12 поем.
Кузебай Герд став одним з тих, хто стояв біля витоків удмуртської радянської драматургії, театру, критики та літературознавства. Як перекладач Кузьма Чайников видав 16 книжок перекладів російської літератури удмуртською мовою. Він також став першим, хто почав перекладати твори удмуртських поетів на російську мову.
Вже у 1920-ті роки Кузебай Герд обійняв визначне місце не лише в радянській, але й зарубіжній фольклористиці. Кузьма Павлович був активним збирачем удмуртської народної творчості, зокрема зібрав й опрацював близько 3 тисяч удмуртських народних пісень, казок, загадок, прислів'їв та приказок. Кузебай Герд не лише знав удмуртську міфологію та фольклор, але й активно впроваджував їх найкращі зразки у програму національної початкової шкільної освіти.